# Hypocorrection
En linguistique, l'hypocorrection est l'introduction, dans le discours d'une personne, d'éléments comme des hésitations, des formulations incorrectes ou un vocabulaire d'un registre familier ou peu étendu, de façon plus ou moins consciente, et par stratégie de communication ou dans le cadre des interactions avec son ou ses interlocuteurs.
Elle s'oppose dans une certaine mesure à l'hypercorrection.

## Les formes de l'hypocorrection
Les caractéristiques d'un discours qui peuvent relever de l'hypocorrection sont la répétition et le nombre de petits mots comme bon, alors, quoi, donc, des reformulations successives, des hésitations qui ressemblent à celles d'une personne peu assurée, et un registre de langue moins élevé que celui que le locuteur est capable d'employer dans d'autres situations.

## Fonction
L'hypocorrection paraît avoir pour rôle d'éviter de faire perdre la face du ou des auditeurs, ou de l'inquiéter par une forme de discours d'un registre trop élevé ou d'une assurance trop grande ainsi que de stimuler son attention. Il s'agit aussi d'associer l'interlocuteur à la construction des idées émises.
Ce n'est pas un phénomène qui peut être isolé facilement dans un discours, puisqu'il est difficile de distinguer ce qui en relève ou qui doit être attribué à de vraies hésitations, difficultés dans l'énonciation ou le vocabulaire. Par ailleurs ce n'est qu'un élément de la parole face à d'autres personnes.